# Стерлик, Владимир Иванович
Владимир Иванович Стерлик (15 октября 1940, Полтава, Украинская ССР, СССР) — советский гребец, бронзовый призёр Олимпийских игр, серебряный призёр чемпионата мира, двукратный чемпион Европы, трёхкратный серебряный призёр чемпионата Европы. Заслуженный мастер спорта СССР (1967).

## Награды
- Почётная грамота Президента Российской Федерации (30 июля 2010 года) — за большой вклад  в развитие сотрудничества с Российской Федерацией в области спорта[4]